# Mel Ferrer
Melchor Gaston (Mel) Ferrer (Elberon (New Jersey), 25 augustus 1917 – Santa Barbara (Californië), 2 juni 2008) was een Amerikaans filmacteur, filmregisseur en filmproducent.
Zijn vader (overleden in 1920) was een in Cuba geboren chirurg en hoofd van de staf van St. Vincent's Hospital in New York. Zijn moeder was M.M. Irene O'Donohue (overleden in 1967), dochter van Joseph O'Donohue. Ferrer had twee zusters en een broer. Zijn schoolopleiding kreeg hij op de Bovée School in New York en de Canterbury Prep School in Connecticut, vervolgens zat hij zeer kort op Princeton-universiteit.

## Carrière
Ferrers eerste optredens deed hij al als tiener en op 21-jarige leeftijd trad hij op als danser op Broadway. Twee jaar later maakte hij zijn debuut als acteur.
Nadat hij polio had opgelopen, werkte hij eerst als diskjockey in Texas en Arkansas en verhuisde daarna naar Mexico om zich te wijden aan het schrijven van een roman.
Uiteindelijk ging hij terug naar Broadway en kwam in de filmwereld terecht. Hij regisseerde meer dan 10 films en acteerde in meer dan tachtig films. Als producent boekte hij succes met de film Wait until Dark, waarin Audrey Hepburn schitterde.
Van 1981 tot 1984 kreeg hij ook bij televisiekijkers meer bekendheid door zijn aandeel in de tv-serie Falcon Crest waarin hij de rol van Philip Erickson speelde, de malafide advocaat van hoofdrolspeelster Angela (Jane Wyman), met wie hij uiteindelijk kort getrouwd is.
Voor zijn aandeel in de filmindustrie kreeg Mel Ferrer een ster op de Hollywood Walk of Fame op 6268 Hollywood Blvd.

## Privéleven

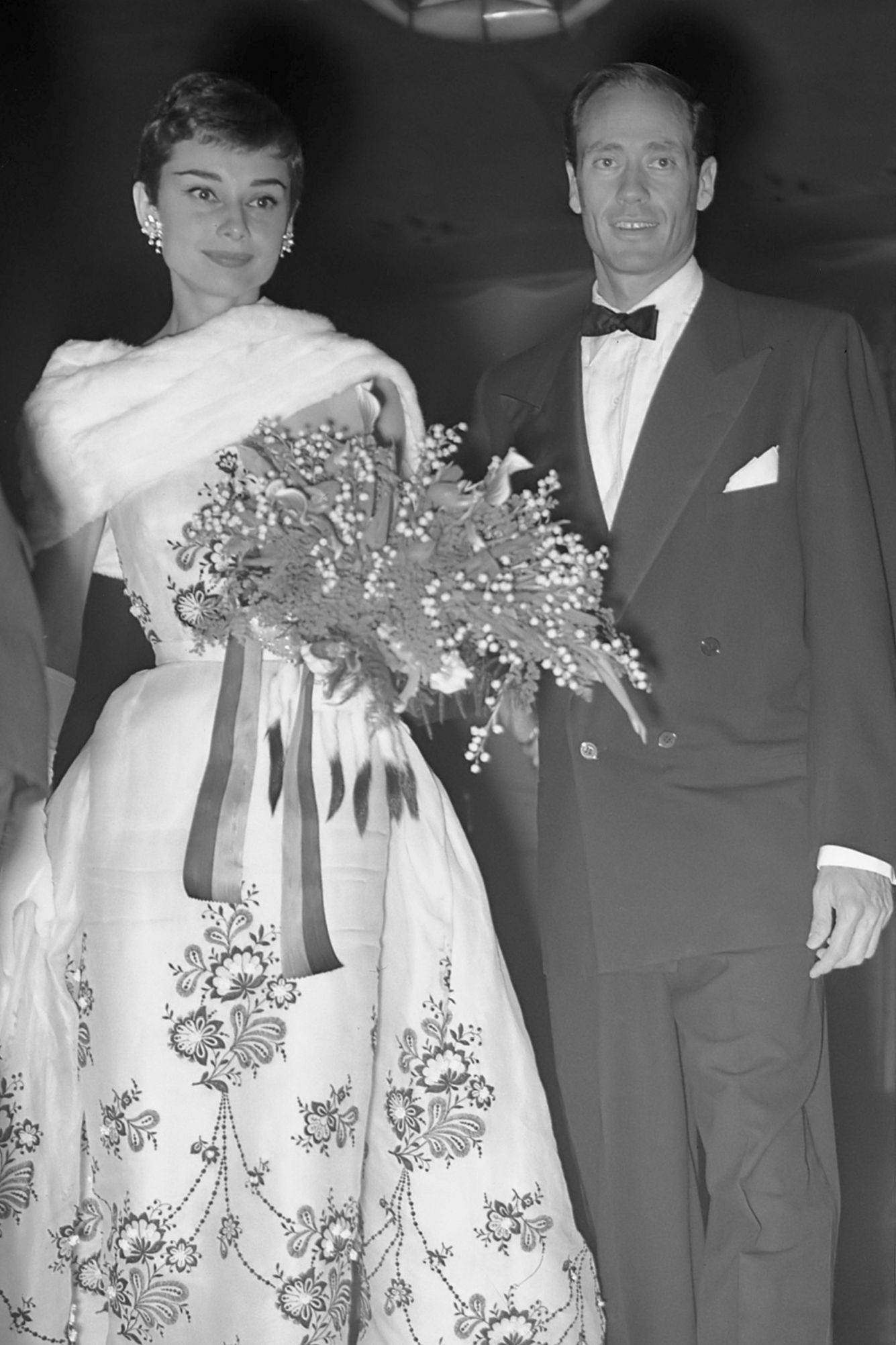
Mel Ferrer en zijn vierde vrouw Audrey Hepburn (1954)

Ferrer trouwde vijf maal. Zijn eerste en zijn derde huwelijk was met dezelfde vrouw, Frances Gulby Pilchard, de eerste keer van 1937 tot 1939, de tweede keer in 1944, beide huwelijken eindigden in een scheiding. Zijn tweede huwelijk (1940) was met Barbara C. Tripp, ook dit huwelijk eindigde in een scheiding. Zijn vierde huwelijk was met Audrey Hepburn, van 1954 tot 1968. Zijn vijfde huwelijk, in 1971, was met Elizabeth Soukhoutine.

## Filmografie (selectie)
- The Fugitive (1947) (niet genoemd filmdebuut)
- Lost Boundaries (1949)
- Born to Be Bad (1950)
- Rancho Notorious (1952)
- Scaramouche (1952)
- Knights of the Round Table (1953)
- Lili (1953)
- Oh... Rosalinda!! (1955)
- War and Peace (1956)
- Elena and Her Men (Elena et les Hommes) (1956)
- The Sun Also Rises (1957)
- Fräulein (1958)
- The World, the Flesh and the Devil (1959)
- Blood and Roses (Et mourir de plaisir) (1960)
- The Longest Day (1962)
- The Fall of the Roman Empire (1964)
- Sex and the Single Girl (1964)
- Wait Until Dark (1967)
- W (1974)
- Brannigan (1975)
- Eaten Alive (1977)
- The Return of Captain Nemo (1978)
- The Visitor (1979)
- Lili Marleen (1981)
- Mille milliards de dollars (1982)
- Blood Tide (1982)
- Eye of the Widow (1989)
- Catherine the Great (1995)

- Bibsys: 3109749
- Biblioteca Nacional de España: XX1399029
- Bibliothèque nationale de France: cb138938869 (data)
- Catàleg d'autoritats de noms i títols de Catalunya: 981058509572706706
- Gemeinsame Normdatei: 135648343
- International Standard Name Identifier: 0000 0001 2284 2987
- Library of Congress Control Number: n85048237
- MusicBrainz: da2b248f-d8b6-4346-aaef-997b7cdfd228
- Bibliotheek van het Japanse parlement: 00466409
- Nationale Bibliotheek van Tsjechië: xx0119483
- Nationale Bibliotheek van Israël: 987007318463305171
- Nationale Bibliotheek van Polen: a0000002245639
- Nederlandse Thesaurus van Auteursnamen: 25232692X
- SNAC: w63b64p3
- Système universitaire de documentation: 059405791
- Virtual International Authority File: 114941496
- WorldCat: E39PBJrm84bdTTTwBmFcMQqxXd